# Sergio Oliva
Sergio Oliva (Guanabacoa, 4 luglio 1941 – Chicago, 12 novembre 2012) è stato un culturista e sollevatore cubano.
Soprannominato The Myth, questo nomignolo gli fu affibbiato dalle persone che, vedendolo ad una fiera di Montreal, lo descrissero come "semplicemente incredibile".

## Biografia
Sergio Oliva iniziò la sua carriera sportiva agonistica come membro della squadra cubana di sollevamento pesi. Nel 1962 fu secondo della sua categoria nei campionati nazionali. Causa un infortunio del vincitore, Alberto Rey Games Hernandez, fu selezionato per partecipare ai Giochi centramericani e caraibici del 1962 che si tenevano a Kingston. Qui riuscì ad allontanarsi dalla sede di gara con l'intera squadra di sollevamento pesi cubana e chiese asilo politico nel consolato statunitense. Dopo aver abbandonato quella disciplina, Sergio Oliva si trasferì prima a Miami, dove lavorò come tecnico per la riparazione dei televisori, e nel 1963 a Chicago. A questo punto Oliva iniziò a conquistare alcuni titoli in varie gare di culturismo: Mr. Chicagoland 1963, Mr. Illinois 1964 , Mr. America 1966.
Ha vinto per tre anni consecutivi il titolo di Mister Olympia: nel 1967, nel 1968 e nel 1969. La sua ultima partecipazione alla gara risale al 1985, dopo di che Oliva si ritirò dall'agonismo pur continuando ad allenarsi ed a tenere seminari sull'argomento. Oliva è anche conosciuto per essere stato il primo bodybuilder a battere Arnold Schwarzenegger per il titolo di Mr. Olympia. Dopo la sconfitta al Mr. Olympia del 1972, tenutosi ad Essen, dove diversi commentatori gli riconobbero una forma superiore al vincitore, abbandonò l'IFBB.

## Altre attività
Nel 1975 ha preso parte al film messicano El Poder Negro ambientato nel mondo del wrestling al fianco del wrestler Mil Máscaras ed all'attrice Lila Morillo. Nel 1977 seguì un altro film, stavolta di genere western intitolato Los Terribles.

## Morte
Muore il 12 novembre 2012, all'età di 71 anni.

## Vita privata
Ha un figlio chiamato anche lui Sergio che ha seguito le orme del padre nel culturismo arrivando anche ad interpretarlo nel film Bigger.

## Altri media
- A lui è ispirato fisicamente Oliver Biscuit del manga Baki the Grappler.